# Megatheriidae
Megatheriidae jsou vyhynulá čeleď lenochodů se středně velkými až obrovskými zástupci. Jejich nejstarší nálezy se datují do spodního miocénu před asi 18 miliony lety, pocházejí z jižní části Jižní Ameriky (Patagonie). Tito raní a stále poměrně malí zástupci, byť hmotnostně přesahující i 100 kg, jsou obvykle řazeni do podčeledi Planopinae. Morfologicky se poněkud odlišují od odvozenějších rodů. Nejznámější rody Eremotherium a Megatherium, které žily v pleistocénu, patří k pokročilejší linii Megatheriinae, jejíž první nálezy pocházejí ze středního miocénu. Zástupci obou rodů dosahovali délky až 6 m a hmotnosti 4 až 6 t, což z nich činilo největší známé lenochody a největší původní suchozemské savce Jižní Ameriky. Megatherium se vyskytovalo především v oblasti pamp a And, Eremotherium obývalo tropické nížiny a šlo o jediný rod této čeledi, jenž se během velké americké výměny dostal do Severní Ameriky. Poslední zástupci čeledi Megatheriidae vymřeli během vymírání v pleistocénu.
Nejmladší rody megatherií patří mezi nejlépe prozkoumané prehistorické lenochody, nicméně o starších rodech je kvůli chudšímu fosilnímu materiálu často známo jen málo informací. Značná tělesná hmotnost tato zvířata předurčovala k životu na zemi, kde se pohybovala po všech čtyřech končetinách, byť odvozenější zástupci se dokázali postavit na zadní nohy a krmit se ve větvích stromů. Jídelníček se většinou skládal z měkkých rostlinných částí, které megatheria zpracovávala pomocí charakteristických zubů. Nález první kostry sahá již do konce 18. století, pocházela z Lujána v argentinských pampách. V roce 1821 se o formální popis čeledi Megatheriidae postaral John Edward Gray. V některých systémech čeleď Megatheriidae zahrnuje i druhy z dnešní čeledi Nothrotheriidae.